# Призма (математика)

Правильна призма з шестикутною основою

При́зма (дав.-гр. πρίσμα — «відпиляне»; від πρίζω — «пиляю») — стереометрична фігура, многогранник (призматоїд), у якого дві грані — рівні n-кутники, розташовані в паралельних площинах, а решта n граней — паралелограми. Ці паралелограми називаються бічними гранями призми, а інші два n-кутники називаються її основами.
Многокутник, що лежить в основі, визначає назву призми: трикутник — трикутна призма, чотирикутник — чотирикутна; п'ятикутник — п'ятикутна (пентапризма) і т. д.
Призма є частковим випадком циліндра в загальному сенсі (некругового).
Призма називається прямою, якщо її бічні ребра перпендикулярні до основи. Інші призми — похилі.
Призма називається правильною, якщо вона пряма і її основи — правильні многокутники.
Висота призми — відстань між площинами її основ.

## Види призм

Зрізана трикутна призма

Призма, основою якої є паралелограм, називається паралелепіпедом.
Пряма призма — це призма, у якої бічні ребра перпендикулярні до площини основи, звідки випливає, що всі бічні грані є прямокутниками. Інші призми називаються похилими.
Пряма прямокутна призма називається прямокутним паралелепіпедом. Символ Шлефлі такої призми— { }×{ }×{ }.
Правильна призма — це пряма призма, основою якої є правильний многокутник. Бічні грані правильної призми — рівні прямокутники.
Правильна призма, бічні грані якої є квадратами (висота якої дорівнює стороні основи), є напівправильним многогранником. Символ Шлефлі такої призми — t{2,p}.
Прямі призми з правильними основами й однаковими довжинами ребер утворюють одну з двох нескінченних послідовностей напівправильних многогранників, іншу послідовність утворюють антипризми
Зрізана призма — це призма з непаралельними основами.

## Елементи призми
| Назва                                    | Визначення | Позначення на кресленні                                                                                      | Креслення |
| Основи                                   | Дві грані, є конгруентними многокутниками, що лежать у паралельних одна одній площинах.                                                 | {\displaystyle ABCDE}, {\displaystyle KLMNP}                                                                 | Призма    |
| Бічні грані                              | Усі грані, крім основ. Кожна бічна грань обов'язково є паралелограмом.                                                                  | {\displaystyle ABLK}, {\displaystyle BCML}, {\displaystyle CDNM}, {\displaystyle DEPN}, {\displaystyle EAKP} | Призма    |
| Бічна поверхня                           | Об'єднання бічних граней. | | Призма    |
| Повна поверхня                           | Об'єднання основ і бічної поверхні. | | Призма    |
| Бічні ребра                              | Спільні сторони бічних граней. | {\displaystyle AK}, {\displaystyle BL}, {\displaystyle CM}, {\displaystyle DN}, {\displaystyle EP}           | Призма    |
| Висота                                   | Відрізок, що з'єднує площини, у яких лежать основи призми і перпендикулярний до цих площин.                                             | {\displaystyle KR}                                                                                           | Призма    |
| Діагональ                                | Відрізок, що з'єднує дві вершини призми, які не належать одній грані.                                                                   | {\displaystyle BP}                                                                                           | Призма    |
| Діагональна площина                      | Площина, що проходить через бічне ребро призми і діагональ основи.                                                                      | {\displaystyle EBP}                                                                                          | Призма    |
| Діагональний переріз                     | Перетин призми і діагональної площини. В перерізі утворюється паралелограм, зокрема його часткові випадки — ромб, прямокутник, квадрат. | {\displaystyle EBLP}                                                                                         | Призма    |
| Перпендикулярний (ортогональний) переріз | Переріз призми і площини, перпендикулярної до її бічного ребра.                                                                         | | Призма    |

## Властивості призми
- Основи призми є рівними многокутниками.
- Бічні грані призми є паралелограмами.
- Бічні ребра призми паралельні і рівні.
- Об'єм призми дорівнює добутку її висоти на площу основи:

{\displaystyle V=S\cdot h}
- Об'єм призми з правильною n-кутною основою дорівнює

{\displaystyle V={\frac {n}{4}}hs^{2}\mathrm {ctg} {\frac {\pi }{n}}} (тут s — довжина сторони многокутника).
- Площа повної поверхні призми дорівнює сумі площі її бічної поверхні і подвоєної площі основи.
- Площа бічної поверхні довільної призми {\displaystyle S=P\cdot l}, де {\displaystyle P} — периметр перпендикулярного перерізу, {\displaystyle l} — довжина бічного ребра.
- Площа бічної поверхні прямої призми {\displaystyle S=P\cdot h}, де {\displaystyle P} — периметр основи призми, {\displaystyle h} — висота призми.
- Площа бічної поверхні прямої призми з правильною n-кутною основою дорівнює

{\displaystyle A={\frac {n}{2}}s^{2}\mathrm {ctg} {\frac {\pi }{n}}+nsh.}
- Перпендикулярний переріз перпендикулярний до всіх бічних ребер призми.
- Кути перпендикулярного перерізу — це лінійні кути двогранних кутів при відповідних бічних ребрах.
- Перпендикулярний переріз перпендикулярний до всіх бічних граней.
- Двоїстим многогранником прямої призми є біпіраміда.

## Діаграми Шлегеля
| Трикутна призма | 4-кутна призма | 5-кутна призма | 6-кутна призма | 7-кутна призма | 8-кутна призма |

## Симетрія
Групою симетрії прямої n-кутної призми з правильною основою є група Dnh порядку 4n, за винятком куба, який має групу симетрії Oh порядку 48, що містить три версії D4h в якості підгруп. Групою обертань є Dn 2n, за винятком випадку куба, для якого групою обертань є група O порядку 24, що має три версії D4 в якості підгруп.
Група симетрії Dnh включає центральну симетрію в тому і тільки в тому випадку, коли n парне.

## Об'єм
Об'єм призми дорівнює добутку площі основи на висоту.
Таким чином об'єм дорівнює:
{\displaystyle V=S\cdot h}
де S — площа основи, h — висота. Об'єм правильної призми в основі якої є правильний n-кутник дорівнює:
{\displaystyle V={\frac {n}{4}}hs^{2}\operatorname {ctg} {\frac {\pi }{n}}.}

## Площа поверхні
Площа бічної поверхні призми дорівнює {\displaystyle S=PH}, де P — периметр основи, H — висота.
Площа поверхні призми дорівнює {\displaystyle S=2S+PH}, де S — площа основи, h — висота, P — периметр основи.
Площа поверхні правильної призми в основі якої є правильний n-кутник дорівнює:
{\displaystyle A={\frac {n}{2}}S^{2}\operatorname {ctg} {\frac {\pi }{n}}+nSh.}

## Призматичні многогранники
Призматичний многогранник — це узагальнення призми в просторах розмірності 4 і вище. n-вимірний призматичний многогранник конструюється з двох (n − 1)-вимірних многогранників, перенесених у наступну розмірність.
Елементи призматичного n-вимірного многогранника подвоюються з елементів (n − 1)-вимірного многогранника, потім створюються нові елементи наступного рівня.
Візьмемо n-вимірний многогранник з елементами {\displaystyle f_{i}} (i-вимірна грань, i = 0, …, n). Призматичний ({\displaystyle n+1})-вимірний многогранник буде мати {\displaystyle 2f_{i}+f_{-1}} елементів розмірності i (при {\displaystyle f_{-1}=0}, {\displaystyle f_{n}=1}).
За розмірностями:
- Беремо многокутник з n вершинами і n сторонами. Отримаємо призму з 2n вершинами, 3n ребрами і {\displaystyle 2+n} гранями.
- Беремо многогранник з v вершинами, e ребрами і f гранями. Отримуємо (4-вимірну) призму з 2v вершинами, {\displaystyle 2e+v} ребрами, {\displaystyle 2f+e} гранями і {\displaystyle 2+f} комірками.
- Беремо 4-вимірний многогранник з v вершинами, e ребрами, f гранями і c комірками. Отримуємо (5-вимірну) призму з 2v вершинами, {\displaystyle 2e+v} ребрами, {\displaystyle 2f+e} (2-вимірними) гранями, {\displaystyle 2c+f} комірками {\displaystyle 2+c} гіперкомірками.

### Однорідні призматичні многогранники
Правильний n-многогранник, представлений символом Шлефлі {p, q, ..., t}, може утворити однорідний призматичний многогранник розмірності (n + 1), представлений прямим добутком двох символів Шлефлі: {p, q, ..., t}×{}.
За розмірностями:
- Призма з 0-вимірного многогранника — це відрізок, що подається порожнім символом Шлефлі {}.
- Призма з 1-вимірного многогранника — це прямокутник, отриманий з двох відрізків. Ця призма подається як добуток символів Шлефлі {}×{}. Якщо призма є квадратом, запис можна скоротити: {}×{} = {4}.
  - Приклад: Квадрат, {}×{}, два паралельні відрізки, з'єднані двома іншими відрізками, сторонами.
- багатокутна призма — це 3-вимірна призма, отримана з двох многокутників (один отриманий паралельним перенесенням іншого), які пов'язані прямокутниками. З правильного многокутника {p} можна отримати однорідну n-кутну призму, подану добутком {p}×{}. Якщо p = 4, призма стає кубом: {4}×{} = {4, 3}.
  - Приклад: п'ятикутна призма, {5}×{}, два паралельні п'ятикутники пов'язані п'ятьма прямокутними сторонами.
- 4-вимірна призма, отримана з двох многогранників (один отримано паралельним перенесенням іншого), зв'язаних 3-вимірними призматичними комірками. З правильного многогранника {p, q} можна отримати однорідну 4-вимірну призму, подану добутком {p, q}×{}. Якщо многогранник є кубом і сторони призми теж куби, призма перетворюється на тесеракт: {4, 3}×{} = {4, 3, 3}.
  - Приклад: додекаедрична призма[en], {5, 3}×{}, два паралельні додекаедри, сполучені 12 п'ятикутними призмами (сторонами).

Призматичні многогранники більш високих розмірностей також існують як прямі добутки двох будь-яких многогранників. Розмірність призматичного многогранника дорівнює добутку розмірностей елементів добутку. Перший приклад такого добутку існує в 4-вимірному просторі і називається дуопризмами, які отримуються, як добуток двох многокутників. Правильні дуопризми подаються символом {p}×{q}.

## Скручена призма і антипризма
Скручена призма — це неопуклий призматичний многогранник, отриманий з однорідної q-кутної призми шляхом поділу бічних граней діагоналлю і обертання верхньої основи, зазвичай на кут {\displaystyle {\frac {\pi }{q}}} радіан ({\displaystyle {\frac {180}{q}}} градусів), в напрямку, за якого сторони стають увігнутими.
Скручена призма не може бути розбита на тетраедри без уведення нових вершин. Найпростіший приклад з трикутними основами називається многогранником Шенхардта.
Скручена призма топологічно ідентична антипризмі, але має половину симетрій: Dn, [n,2]+, порядку 2n. Цю призму можна розглядати як опуклу антипризму, у якої видалено тетраедри між парами трикутників.
| Трикутна               | Чотирикутні                   | Чотирикутні          | 12-кутна                            |
| ---------------------- | ----------------------------- | -------------------- | ----------------------------------- |
| Многогранник Шенхардта | Скручена квадратна антипризма | Квадратна антипризма | Скручена дванадцятикутна антипризма |

## Пов'язані многогранники і мозаїки
| Многокутник  |       |       |       |       |       |       |       |        |                                |        |        |       |
| Мозаїка      |       |       |       |       |       |       |       |        |                                |        |        |       |
| Конфігурація | 3.4.4 | 4.4.4 | 5.4.4 | 6.4.4 | 7.4.4 | 8.4.4 | 9.4.4 | 10.4.4 | Одинадцятикутна призма\|11.4.4 | 12.4.4 | 17.4.4 | ∞.4.4 |

| Купол                             | Діагональний купол | Трискатний купол | Чотирискатний купол | П’ятискатний купол    | Шестискатний купол (плоский) |
| Пов'язані однорідні многогранники | Трикутна призма ·  | Кубооктаедр ·    | Ромбокубооктаедр ·  | Ромбоікосододекаедр · | Ромботришестикутна · мозаїка |

### Симетрії
Призми топологічно є частиною послідовності однорідних зрізаних многогранників з конфігураціями вершин (3.2 n.2n) і [n,3].
| Варіанти симетрії *n32 зрізаних мозаїк: 3.2n.2n | Варіанти симетрії *n32 зрізаних мозаїк: 3.2n.2n | Варіанти симетрії *n32 зрізаних мозаїк: 3.2n.2n | Варіанти симетрії *n32 зрізаних мозаїк: 3.2n.2n | Варіанти симетрії *n32 зрізаних мозаїк: 3.2n.2n | Варіанти симетрії *n32 зрізаних мозаїк: 3.2n.2n | Варіанти симетрії *n32 зрізаних мозаїк: 3.2n.2n | Варіанти симетрії *n32 зрізаних мозаїк: 3.2n.2n | Варіанти симетрії *n32 зрізаних мозаїк: 3.2n.2n | Варіанти симетрії *n32 зрізаних мозаїк: 3.2n.2n | Варіанти симетрії *n32 зрізаних мозаїк: 3.2n.2n | Варіанти симетрії *n32 зрізаних мозаїк: 3.2n.2n |
| Симетрія *n32 [n,3]                             | Сферична                                        | Сферична                                        | Сферична                                        | Сферична                                        | Евклідова                                       | Компактна гіперболічна                          | Компактна гіперболічна                          | Параком- пактна                                 | Некомпактна гіперболічна                        | Некомпактна гіперболічна                        | Некомпактна гіперболічна                        |
| Симетрія *n32 [n,3]                             | *232 [2,3]                                      | *332 [3,3]                                      | *432 [4,3]                                      | *532 [5,3]                                      | *632 [6,3]                                      | *732 [7,3]                                      | *832 [8,3]…                                     | *∞32 [∞,3]                                      | [12i,3]                                         | [9i,3]                                          | [6i,3]                                          |
| ----------------------------------------------- | ----------------------------------------------- | ----------------------------------------------- | ----------------------------------------------- | ----------------------------------------------- | ----------------------------------------------- | ----------------------------------------------- | ----------------------------------------------- | ----------------------------------------------- | ----------------------------------------------- | ----------------------------------------------- | ----------------------------------------------- |
| Зрізані фігури                                  |                                                 |                                                 |                                                 |                                                 |                                                 |                                                 |                                                 |                                                 |                                                 |                                                 |                                                 |
| Конфігурація                                    | 3.4.4                                           | 3.6.6                                           | 3.8.8                                           | 3.10.10                                         | 3.12.12                                         | 3.14.14                                         | 3.16.16                                         | 3.∞.∞                                           | 3.24 i.24i                                      | 3.18 i.18i                                      | 3.12 i.12i                                      |
| Розділені фігури                                |                                                 |                                                 |                                                 |                                                 |                                                 |                                                 |                                                 |                                                 |                                                 |                                                 |                                                 |
| Конфігурація                                    | V3.4.4                                          | V3.6.6                                          | V3.8.8                                          | V3.10.10                                        | V3.12.12                                        | V3.14.14                                        | V3.16.16                                        | V3.∞.∞                                          |                                                 |                                                 |                                                 |

Призми топологічно є частиною послідовності скошених многогранників з вершинними фігурами (3.4.n.4) і мозаїк на гіперболічній площині. Ці вершиннотранзитивні фігури мають (*n32) дзеркальну симетрію.
| Варіанти симетрії *n42 розширених мозаїк: 3.4.n.4 | Варіанти симетрії *n42 розширених мозаїк: 3.4.n.4 | Варіанти симетрії *n42 розширених мозаїк: 3.4.n.4 | Варіанти симетрії *n42 розширених мозаїк: 3.4.n.4 | Варіанти симетрії *n42 розширених мозаїк: 3.4.n.4 | Варіанти симетрії *n42 розширених мозаїк: 3.4.n.4 | Варіанти симетрії *n42 розширених мозаїк: 3.4.n.4 | Варіанти симетрії *n42 розширених мозаїк: 3.4.n.4 | Варіанти симетрії *n42 розширених мозаїк: 3.4.n.4 |
| Симетрія *n32 [n,3]                               | Сферична                                          | Сферична                                          | Сферична                                          | Сферична                                          | Евклідова                                         | Компактна гіперболічна                            | Компактна гіперболічна                            | Паракомпактна                                     |
| Симетрія *n32 [n,3]                               | *232 [2,3]                                        | *332 [3,3]                                        | *432 [4,3]                                        | *532 [5,3]                                        | *632 [6,3]                                        | *732 [7,3]                                        | *832 [8,3]…                                       | *∞32 [∞,3]                                        |
| ------------------------------------------------- | ------------------------------------------------- | ------------------------------------------------- | ------------------------------------------------- | ------------------------------------------------- | ------------------------------------------------- | ------------------------------------------------- | ------------------------------------------------- | ------------------------------------------------- |
| Фігура                                            |                                                   |                                                   |                                                   |                                                   |                                                   |                                                   |                                                   |                                                   |
| Конфігурація                                      | 3.4.2.4                                           | 3.4.3.4                                           | 3.4.4.4                                           | 3.4.5.4                                           | 3.4.6.4                                           | 3.4.7.4                                           | 3.4.8.4                                           | 3.4.∞.4                                           |

### З'єднання многогранників
Існує 4 однорідні з'єднання трикутних призм:
З’єднання чотирьох трикутних призм, з’єднання восьми трикутних призм, з’єднання десяти трикутних призм, з’єднання дванадцяти трикутних призм.

### Стільники
Існує 9 однорідних стільників, що включають комірки у вигляді трикутних призм:
- гіроподовжений альтернований кубічний стільник[en],
- подовжений альтерований кубічний стільник[en],
- повернутий трикутний призматичний стільник[ru],
- кирпатий квадратний призматичний стільник[en],
- трикутний призматичний стільник[ru],
- трикутно-шестикутний призматичний стільник[ru],
- зрізаний шестикутний призматичний стільник,
- ромботришестикутний призматичний стільник[ru],
- кирпатий шестикутний призматичний стільник[ru],
- подовжений трикутний призматичний стільник[ru].

### Пов'язані многогранники
Трикутна призма є першим многогранником в ряду напівправильних многогранників. Кожен наступний однорідний многогранник містить в якості вершинної фігури попередній многогранник. Торольд Госсет ідентифікував цю серію в 1900 як таку, що містить всі фасети правильних багатовимірних многогранників, всі симплекси і ортоплекси (правильні трикутники і квадрати для випадку трикутних призм). У нотації Коксетера трикутна призма задається символом −121.
| Група Коксетера    | E₃=A₂A₁   | E₄=A₄    | E₅=D₅    | E₆       |           | E₈          | E₉ = Ẽ₈ = E₈+ | E₁₀ = T₈ = E₈++ |
| Діаграма Коксетера |           |          |          |          |           |             |               |                 |
| Симетрія           | [3−1,2,1] | [30,2,1] | [31,2,1] | [32,2,1] | [33,2,1]  | [34,2,1]    | [35,2,1]      | [36,2,1]        |
| Порядок            | 12        | 120      | 192      | 51 840   | 2 903 040 | 696 729 600 | ∞             | ∞               |
| Граф               |           |          |          |          |           |             | -             | -               |
| Позначення         | −121      | 021      | 121      | 221      | 321       | 421         | 521           | 621             |

### Чотиривимірний простір
Трикутна призма є коміркою у багатьох чотиривимірних однорідних 4-вимірних многогранниках, включно з:
| тетраедрична призма ·                | октаедрична призма ·             | кубооктаедрична призма ·  | ікосаедрична призма ·          | ікосододекаедрична призма ·      | зрізана додекаедрична призма ·  |                            |                               |
|                                      |                                  |                           |                                |                                  |                                 |                            |                               |
| ромбоікосі- · додекаедрична призма · | ромбокуб- · октаедрична призма · | зрізана кубічна призма ·  | кирпата додекаедрична призма · | n-кутна антипризматична призма · |                                 |                            |                               |
|                                      |                                  |                           |                                |                                  |                                 |                            |                               |
| скошений 5-комірник ·                | скошено-зрізаний 5-комірник ·    | обструганий 5-комірник ·  | струг-зрізаний 5-комірник ·    | скошений тесеракт ·              | скошено-зрізаний тесеракт ·     | обструганий тесеракт ·     | струг-зрізаний тесеракт ·     |
|                                      |                                  |                           |                                |                                  |                                 |                            |                               |
| скошений 24-комірник ·               | скошено-зрізаний 24-комірник ·   | обструганий 24-комірник · | струг-зрізаний 24-комірник ·   | скошений 120-комірник ·          | скошено-зрізаний 120-комірник · | обструганий 120-комірник · | струг-зрізаний 120-комірник · |
|                                      |                                  |                           |                                |                                  |                                 |                            |                               |